# Ана Ивановић
Ана Ивановић (Београд, 6. новембар 1987) бивша је српска тенисерка и некадашњи број 1 на ВТА листи.
У каријери је освојила петнаест ВТА турнира, укључујући и један гренд слем турнир, Ролан Гарос 2008, победивши у финалу Динару Сафину. Већ пласманом у финале тог такмичења постала је прва тенисерка на ВТА листи, на којој је провела 12 седмица. Доспела је до још два гренд слем финала, на Ролан Гаросу 2007. и на Отвореном првенству Аустралије 2008. Такође, на Вимблдону је играла у полуфиналу 2007, док јој је најбољи резултат на Отвореном првенству САД четвртфинале 2012. године.
Освојила је три турнира прве категорије: Берлин, Монтреал и Индијан Велс. Године 2010. и 2011. осваја последњи турнир у сезони, такозвани утешни мастерс ВТА турнир шампиона на острву Балију. Са саиграчицама из репрезентације је дошла до финала Фед купа 2012. године. Учествовала је и на Летњим олимпијским играма у Лондону. Такође била је и финалисткиња Хопман купа 2013, а партнер јој је био Новак Ђоковић. Ана Ивановић је национални амбасадор УНИЦЕФ-а за Србију и носилац Ордена Карађорђеве звезде трећег реда.

## Каријера

### Почеци
Када је имала пет година, видевши тенис на ТВ-у, Ана је тражила од својих родитеља да је упишу у локалну школу тениса. Када је нешто касније од оца добила први рекет за рођендан, била је сигурна да жели тиме да се бави у животу. Њен идол је бивша најбоља тенисерка Моника Селеш, која је тада играла за СФР Југославију.
Шира јавност је први пут чула за њу када је достигла јуниорско финале Вимблдона 2004. године, али изгубила од Катарине Бондаренко. Такође, 2004. имала је 26 узастопних победа, освојивши 4 ИТФ турнира на којима је учествовала. Њен први професионални успех био је у Цириху (Швајцарска), када је у другом колу изгубила од Винус Вилијамс с резултатом 7:6(11) 7:6(6). Добар резултат је наставила и у Луксембургу наредне недеље. Сезону 2004. Ана је започела као 705. тенисерка света, да би завршила на 97. месту.

### 2005–2006. Први ВТА трофеји
На самом почетку тениске сезоне, као 97. тенисерка света, Ана је освојила свој први ВТА турнир у Канбери, у Аустралији, на којем је прво морала проћи квалификације. Њен пласман на листи је наставио да се побољшава, уз победе над Светланом Кузњецовом, Нађом Петровом и Вером Звонарјевом, које су све три биле међу 10 најбољих тенисерки света. Направила је велико изненађење када је у 3. колу Отвореног првенства Француске савладала једну од фавориткиња на турниру Францускињу Амели Моресмо. У четвртфиналу је изгубила од Нађе Петрове. Касније те године повреда ју је спречила да даље напредује, али је успела да стигне до полуфинала турнира у Цириху и Линцу. Ту годину је завршила на 16. месту ВТА листе.
Ана је 2006. годину почела на Хопман купу са сународником Новаком Ђоковићем, и мало им је фалило да дођу до финала. Први ВТА турнир на коме је учествовала био је Сиднеј, где је опет победила Амели Моресмо (која је затим освојила Отворено првенство Аустралије у Мелбурну), али је изгубила од Светлане Кузњецове у четвртфиналу.
За време лета, осваја први турнир  категорије у Канади победивши Мартину Хингис 2:0 у сетовима. Том победом успева такође да освоји највише бодова у сезони турнира у САД, пред Отворено првенство САД. На Отвореном првенству САД зауставила ју је Серена Вилијамс у трећем колу Након раних пораза од Олге Пучкове на турниру у Балију и Венус Вилијамс на турниру у Луксембургу, Ивановићева је паузирала неколико недеља како би јој се опоравило десно раме, које је повредила у истом периоду претходне године. Вратила се игри у Линцу и стигла је до четвртфинала, где ју је у два неизвесна сета, савладала Марија Шарапова, тада прва тенисерка света. Годину је завршила поразом у Хаселту од Михаеле Крајичек.
Такође је играла у дублу на 9 турнира, а партнерке су јој биле Марија Кириленко и Сања Мирза. Ивановићева и Кириленко су стигле до два полуфинала и једног финала.
Ту годину је завршила на 14. месту ВТА листе, а на листи парова заузимала је 51. место.

### 2007. Пробој у првих 10, прво гренд слем финале на Ролан Гаросу
На првом гренд слем турниру у сезони, изгубила је од Рускиње Вере Звонарјове у трећем колу на Отвореном првенству Аустралије. После Отвореног првенства Аустралије, Ивановићева је прекинула сарадњу са тренером Дејвидом Тејлором.
На турниру прве категорије у Токију, у финалу губи од Мартине Хингис у два сета. Освојила је турнир прве категорије у Берлину савладавши у финалу четврту тенисерку света, Светлану Кузњецову. Освајање овог турнира је довело до побољшања њеног пласмана на ВТА листи - први пут у каријери Ивановићева се нашла међу десет најбољих тенисерки света. На Ролан Гаросу је стигла до свог првог гренд слем финала. Изгубила је од Жистин Енен у два сета, 6:1, 6:2. До финала је дошла победивши између осталог и Марију Шарапову и Светлану Кузњецову.
Ивановићева је на Вимблдону 2007. стигла до полуфинала, где ју је зауставила Венус Вилијамс са 2:6, 4:6. Ивановићева је на путу до полуфинала савладала Мелинду Цинк, Мајлен Ту, Араван Резај, Нађу Петрову и Никол Вајдишову. Због повреде колена задобијене на Вимблдону није играла у Фед купу за репрезентацију Србије против Словачке у Кошицама. Србија је изгубила резултатом 4:1.
Ивановићева је 13. августа 2007. године освојила турнир у Лос Анђелесу, победивши у финалу Нађу Петрову 7:6, 6:4. Неколико дана касније играла је на Роџерс купу у Торонту где је бранила титулу освојену прошле године. Поразила је квалификанткиња Јен Ци 6:3, 6:1.
На Отвореном првенству САД, након лаких победа у прва три меча и изгубљених 10 гемова, изгубила је од Венус Вилијамс, 6:4, 6:2.
На турниру II категорије у Луксембургу, Ивановићева се осветила Татјани Головин и Вери Звонарјовој за поразе у тој сезони, препустивши им укупно 9 гемова. Пласиравши се у полуфинале, квалификовала се за ВТА првенство у Мадриду. У финалу је губила од Данијеле Хантухове 6:3 3:0, али је успела је да се врати у меч и победи са 3:6, 6:4, 6:4.
На турниру у Штутгарту, убедљиво је победила Пати Шнидер 6:0, 6:2 за 47 минута, али је у следећем колу изгубила од квалификанткиње из Украјине, Катарине Бондаренко 2:6, 6:1, 3:6.
Ивановићева је 8. септембра 2007. године, постала национални амбасадор УНИЦЕФ-а у Србији, заједно са Александром Ђорђевићем, Емиром Кустурицом и Јеленом Јанковић.
На турниру у Цириху, била је пети носилац. У првом колу је била слободна, да би у другом колу изгубила од своје вршњакиње Татјане Головин са само 4 добијена гема (6:3, 6:1).
На ВТА првенству 2007. у Мадриду, налазила се у тзв. црвеној групи заједно са Светланом Кузњецовом, Маријом Шараповом и Данијелом Хантуховом. Победе против Кузњецове (6:1, 4:6, 7:5) и Хантухове (6:2, 7:6(9)) су јој донеле пласман у полуфинале, а исход меча против Шарапове требало је да одлучи о првој у групи. Изгубила је меч (6:1, 6:2) и као другопласирана у полуфиналу је наишла на Жистин Енен, првопласирану из жуте групе; изгубила је у два сета, 6:4, 6:3. Полуфинале на завршном првенству јој је обезбедило нових 300 бодова, чиме се приближила Јелени Јанковић. Делило их је само 14 бодова на ВТА листи.

### 2008. Прво место на ВТА листи и тријумф на Ролан Гаросу, финале Аустралијан Опена
Почетком 2008. године, учествовала је на Медибанк интернешенaл турниру на коме је стигла до полуфинала, где је изгубила од тада најбоље тенисерке Жистин Енен 6-2, 2-6, 6-4. Овај сусрет, четврти између ових двеју тенисерки, јесте први у коме је Ана освојила сет против Белгијанке. Након свог првог пласмана у полуфинале турнира у Сиднеју, Ана је на ВТА листи напредовала на 3. позицију, потиснувши Јелену Јанковић. Учествовала је на Отвореном првенству Аустралије, где је у финалу поражена од Марије Шарапове. Захваљујући овом резултату на ВТА листи је заузела 2. место.
Након Отвореног првенства Аустралије, наступала је за Србију у Фед купу 2008. који се играо у Будимпешти. Ту је у првом мечу савладала 215. играчицу света Пољакињу Урсулу Радвањску у два сета, затим следећег дана Румунку Монику Николеску 2:1, а онда у дублу са Јеленом Јанковић и одлучујућу победу над репрезентацијом Румуније. У мини плеј-офу, савладала је Холанђанку Рене Рајхард и помогла Србији да прође у плеј оф за попуну Светске групе II, где је жребом одлучено да ће се Србија састати са Хрватском.
Након Фед купа, била је први носилац на Катар тотал опену у Дохи, по први пут на неком турниру I категорије. Савладала је Белорускињу Олгу Говорцеву у другом колу, али се повукла са турнира због повреде чланка на том мечу.
На турниру у Дубаију, трећи носилац Ана Ивановић је изгубила у четвртфиналу од осмог носиоца Јелене Дементјеве. Свој први ВТА турнир у 2008. години Ана је освојила на Пацифик Опену у Индијан Велсу, 23. марта, победивши у финалу Светлану Кузњецову са 2:0. На турниру прве категорије у Ки Бискејну, Ивановићева је била постављена за другог носиоца, али је изгубила од Линдси Давенпорт у трећем колу без добијеног сета.
У мечу Фед куп репрезентација Србије и Хрватске у Загребу 27. и 28. априла 2008, Ивановићева је пропустила први дан због болести, али је другог дана плеј-офа донела кључну поен за победу Србије у дуелу против Нике Ожеговић.
Учествовала је на Ролан Гаросу 2008 као бранилац финала. У полуфиналу је победила своју сународницу Јелену Јанковић и тако себи обезбедила прво место на ВТА листи. Победивши Рускињу Динару Сафину у финалу, освојила је Ролан Гарос, свој први Гренд слем турнир у каријери. Од понедељка, 9. јуна 2008, заузимала је прву позицију на ВТА листи, на којој је провела девет недеља.
Од 16. јуна 2008, по први пут у историји српског, а трећи пут у историји светског тениса прве две позиције су заузимале тенисерке из исте земље - Ана Ивановић и Јелена Јанковић. Пре Србије, то је био случај са САД и Белгијом.
Ана Ивановић изгубила је у другом колу турнира у Монтреалу, због повреде палца. Због повреде је пропустила и турнир у Лос Анђелесу, и тако омогућила Јелени Јанковић да 11. августа преузме водећу позицију на ВТА листи. Иако је најавила учешће на Олимпијским играма, Ивановићева је због повреде морала да откаже учешће.
Учествовала је на Отвореном првенству САД 2008. и била је постављена за првог носиоца. Међутим, на велико изненађење, елиминисана је већ у другом колу, од француске тенисерке Жили Коан. Због свог неуспеха на овом турниру, Ана Ивановић је 9. септембра пала за два места на ВТА листи, на 3. позицију, иза Серене Вилијамс и Јелене Јанковић.
Учествовала је на турниру у Токију, где је изгубила већ у 2. колу, од Нађе Петрове. Због слабог резултата ове сезоне (прошле године је изгубила у финалу од Мартине Хингис), од 22. септембра заузимала је 4. позицију на ВТА листи, иза Серене Вилијамс, Јелене Јанковић и Динаре Сафине.
Поражена је четвртфиналу турнира у Пекингу од домаће играчице Ђе Џенг, и 29. септембра се нашла на 5. месту ВТА листе, на којој ју је престигла Јелена Дементјева. Након што је играла полуфинале Цирих опена, у ком је изгубила од касније шампионке Венус Вилијамс, вратила се на 4. позицију. Ивановићева је на Линц опену успела да освоји своју осму титулу у каријери, победивши у финалу Веру Звонарјову. Њен последњи турнир у сезони било је ВТА првенство у Дохи. Изгубила је два меча, против Јанковићеве и Звонарјове, а онда предала трећи меч Амели Моресмо због вируса. Годину је завршила на петом месту.

### 2009. Без титуле, пад изван топ 10
Ивановићева је сезону почела на турниру у Бризбејну. У првом колу је савладала Роберту Винчи, а затим у другом изгубила од Амели Моресмо. На Отвореном првенству Аустралије била је пети носилац, али ју је већ у трећем колу савладала Алиса Клејбанова у три сета (7–5, 6–7(5), 6–2). Ивановићева је затим играла за Фед куп репрезентацију Србије против Јапана, у Београдској Арени. Победила је Ај Сугијаму и Ајуми Мориту, тако доневши други и четврти поен за Србију.
На турниру у Дубаију достигла је четвртфинале, у коме ју је поразила прва тенисерка света, Серена Вилијамс. Убрзо потом је Ана Ивановић променила тренера, а затим достигла финале турнира у Индијан Велсу. Ивановићева је бранила титулу, али је у финалу боља од ње била Вера Звонарјова. На Мајами опену је изгубила од Агнес Шавај у трећем колу, резултатом 6–4, 4–6, 6–1. У априлу је учествовала у Фед купу гдје је поразила Анабел Медину Гаригес.
На Премијер 5 турниру, Међународном првенству Италије, стигла је до трећег кола, у коме ју је поразила Агњешка Радвањска. Повукла се са Обавезног Премијер турнира у Мадриду због повреде колена. На Ролан Гаросу је прва три меча добила без изгубљеног сета. У четвртом колу ју је поразила Викторија Азаренка, 2–6, 3–6. Овај пораз је довео до новог пада на ВТА листи. Први пут од маја 2007, Ивановићева је испала из првих десет, на 13 позицију.
Након тога, изгубила је у првом колу турнира у Истборну од седмог носиоца Нађе Петрове у три сета. На Вимблдону је стигла до четвртог кола. Предала је меч због бола у бутуни при вођству Венус Вилијамс 1:6, 1:0. У августу је учествовала на три турнира, и ни на једном није стигла даље од трећег кола. У Лос Анђелесу је у трећем колу изгубила од Саманте Стоузер, у Синсинатију у другом колу од Мелинде Цинк, и у Торонту од Луције Шафарове.
На Отвореном првенству САД први пут у каријери је изгубила у првом колу неког гренд слем турнира. Савладала ју је Катарина Бондаренко 2:6, 6:3, 7:6(7). Последњи турнир који је играла био је део Премијер 5 серије – Токио. Ту је претрпела трећи узастопни пораз, од Луције Шафарове.
Ана Ивановић је сезону завршила без освојеног турнира, са односом победа и пораза 24–14. Доспела је до само три четвртфинала, једног полуфинала и једног финала. То се одразило и на ВТА листу – завршила је сезону на 21. месту.

### 2010–2011. Међу најбољих 20, двострука узастопна победница завршног турнира сезоне на Балију
Ивановићева је сезону почела на турниру у Бризбејну, где је постављена за трећег носиоца. Стигла је до полуфинала, првог још од Индијан Велса 2009, где је зауставила бивша прва тенисерка света, Белгијанка Жистин Енен 3:6, 2:6. У првом колу је поразила Јелену Докић, у другом Тимеу Бачински, и у четвртфиналу Анастасију Пављученкову.
На Отвореном првенству Аустралије била је постављена за 20. носиоца. Изгубила је у другом колу од Жизеле Дулко 7:6 (6), 5:7, 4:6. Затим је играла у Фед купу за репрезентацију Србије. Изгубила је оба меча у појединачној конкуренцији; први против Светлане Кузњецове 1:6, 4:6, и други против Алисе Клејбанове 2:6, 3:6, као и меч у конкуренцији парова са Јеленом Јанковић. Због упале тетиве у рамену се повукла са турнира у Дубаију.
На турниру у Индијан Велсу је као носилац била слободна у првом колу, а у другом колу је изгубила од Анастасије Севастове 2:6, 4:6. То је био први пут у њеној каријери да је изгубила четири пута за редом. Након турнира се њен пласман на ВТА листи погоршао за 30 места, са 28. је доспела на 58. место. На турниру у Мајамију је опет као носилац била слободна у првом колу. У другом колу је поразила Полин Парметјер 6:3, 6:4, а у трећем је изгубила од Агњешке Радвањске 5:7, 5:7. Наредни турнир на коме је учествовала био је из премијер серије, Порше тенис гран при у Штутгарту, на ком је у првом колу још једном изгубила од Агњешке Радвањске 6–7(4), 4–6.
На турниру у Риму је стигла до полуфинала у ком ју је поразила Марија Хосе Мартинез Санчез 4–6, 2–6. На путу до финала, први пут још од октобра 2008, побиједила је тенисерке које су међу првих десет на ВТА листи, у другом колу Викторију Азаренку и у трећем колу Јелену Дементјеву. Добила је специјалну позивницу организатора за Обавезни Премијер турнир у Мадриду. У првом колу је била слободна јер је играла полуфинале у Риму. То је био први пут у историји тениса да је тенисерка која је добила специјалну позвницу организатора слободна у првом колу. У другом колу ју је поразила Јелена Јанковић, 4–6, 6–4, 6–1. На Ролан Гаросу није била постављена за носиоца, што је био први пут од 2005. да није носилац на гренд слем турниру. У првом колу је победила Каи-Чен Чанг 6–3, 6–3, а у другом ју је поразила Алиса Клејбанова 3–6, 0–6.
Сезону на трави почела је на турниру у Хертохенбосу. У првом колу је поразила Софију Арвидсон 4–6, 6–0, 6–1, а у другом колу је изгубила од Андрее Петковић 4–6, 7–6(4), 1–6. Наредни турнир на коме је учествовала био је Вимблдон, где је изгубила у првом колу од тринаестог носиоца, Шахар Пер. Због овог пораза је пала на 64. место на ВТА листи.
На турниру у Стандорду је изгубила у другом колу од Марион Бартоли,. а на турниру у Сан Дијегу у ју је у првом колу поразила седми носилац, Шахар Пер. На Премијер 5 турниру у Синсинатију је први пут стигла до полуфинала још од турнира у Риму, у коме је предала меч Ким Клајстерс због повреде У првом колу је поразила Викторију Азаренку већ други пут у сезони, у другом колу Јарославу Шведову, у трећем колу Јелену Веснину, у четвртфиналу Акгул Аманмурадову. Након турнира је напредовала на 39. место на ВТА листи. Због повреде је морала да се повуче са турнира у Њу Хејвену.
Ана је без изгубљеног сета стигла до осмине финала Отвореног првенства САД, где ју је поразила бранилац титуле и каснија победница турнира, Ким Клајстерс, 2–6, 1–6. На турниру у Кореји је била постављена за седмог носиоца, али је изгубила у првом колу од Вере Душевине. Други пут ове сезоне, изгубила је од Марион Бартоли, у другом колу турнира у Токију. За поразе се осветила Бартоли на турниру у Пекингу, где ју је поразила у првом колу у два сета. Стигла је до четвртфинала турнира, где је изгубила од прве тенисерке света, Каролине Возњацки. Након турнира је напредовала на 29. место на ВТА листи.
На турниру у Линцу је дошла до своје прве титуле након скоро две године. У финалу је савладала Пати Шнидер, 6–1, 6–2, након само 45 минута игре. Наредне седмице играла је на турниру у Луксембургу, где је дошла до четвртфинала и у појединачној конкуренцији и у конкуренцији парова, са Белгијанком Јанином Викмајер.
Освојивши турнира у Линцу, Ана Иванковић се квалификовала за ВТА турнир шампиона у Балију. У четвртфиналу је победила трећег носиоца, Анастасију Пављученкову, са само једним изгубљеним гемом, 6–0, 6–1. У полуфиналу, на свој 23. рођендан, победила је Кимико Дате Крум 7–5, 6–7(5), 6–2. У финалу је победила Алису Клејбанову, 6–2, 7–6(5), и тако дошла до своје десете ВТА титуле у каријери.
Сезону је завршила на 17. месту и то јој је пети пут да је на крају године међу најбољих 20.
Ивановићева је 2011. годину почела играјући на Хопман купу са Новаком Ђоковићем. Поразили су Казахстан и Аустралију без изгубљеног меча, а од Белгије су изгубили 1–2. Били су први у групи и квалификовали су се за финале, али су се повукли због повреде коју је задобила Ивановићева током меча са Жистин Енен. Након тога, Ивановићева се повукла и са турнира у Сиднеју. На Отвореном првенству Аустралије била је постављена за 19. носиоца. Изгубила је у првом колу од Јекатарине Макарове 6–3, 4–6, 8–10. Након тога је учествовала на Отвореном првенству Патаје, где је стигла до четвртфинала, у ком је изгубила од Роберте Винчи 5–7, 3–6.
Њен наредни турнир био је Тениско првенство Дубаија, где је била постављена за 14. носиоца. У првом колу ју је поразила Пати Шнидер, 6–4, 6–7, 2–6. Због повреде се повукла са турнира у Дохи. На ВТА турниру у Мајамију учешће је завршила у четвртфиналу. Изгубила је од Ким Клајстерс са 7:6 3:6 7:6, притом је имала у трећем сету имала 5 меч лопти, који на крају није успела да реализује и стигне до победе.
Сезону је ипак завршила са освојеном титулом. Наиме, организатори турнира ВТА турнир шампиона, који се игра на острву Бали, који је и уједно последњи турнир у години, доделили су српској тенисерки специјалну позивницу. Као разлог су навели: полуфинале Бирмингем и Карлсбад, четвртфинале Индијан Велс, Патаја и Пекинг, али и жеља да покуша да одбрани титулу коју је освојила 2010. године. У томе је и успела. У финалу је славила против Анабел Медине Гаригес са 2:0, и тако освојила 11. титулу у каријери. Сезону завршава као 21. тенисерка ВТА листе.

### 2012–2013. Без трофеја, финале Фед купа
Олимпијску годину започиње учешћем на турниру у Бризбејну. У првом колу побеђује Тамиру Пашек са 6-3, 6-3, да би у другом колу изгубила од пете носитељке Ким Клајстерс са 6-1, 1-6, 6-3. Већ наредне недеље играла је на турниру у Сиднеју губи у првом колу од Луције Шафажрове са у два сета (7-6(7), 6-2). На првом Гренд Слем турниру сезоне - Аустралијан Опену у прва три кола је савладала Лурдес Домингес Лино, Михаелу Крајчек и Ваниу Кинг, да би у четвртом колу изгубила од друге носитељке турнира, Петре Квитове са 6-2, 7-6(7).
У Дохи губи у другом колу од Петре Цетковске са 6-4, 6-4. На турниру у Дубаију побеђује Франческу Скијавоне и арију Кириленко, обе у два сета, а у четвртфиналу губи од Каролине Возњацки са 6-3, 7-5. На турниру у Индијан Велсу стиже до полуфинала. Победивши Јохану Ларсон 6-1, 6-2, Ксенију Первак 6-7(8), 6-3, 6-2, затим, за пораз у Дубаију реваншира се Каролини Возњацки 6-3, 6-2. Затим остварује победу и над седмом тенисерком света Марион Бартоли из Француске са 6-3, 6-4 у четвртфиналу, а у полуфиналу предаје меч Марији Шараповој због повреде при резултату 6-4, 0-1. На турниру у Мајамију у четвртом колу губи од Венус Вилијамс резултатом 6-7(4), 6-2, 6-2.
Одмах након тога придружила се српској репрезентацији у Москви у оквиру Фед купу где побеђује Анастасију Пављученкову, а губи од Светлане Кузњецове. У Мадриду испада у трећем колу, где је побеђује Викторија Азаренка 6-4, 6-4, а у истој фази такмичења завршава учешће и у Риму где губи од Марије Шарапове 7-6(7), 6-3. На Ролан Гаросу испада у трећем колу, где губи од Саре Ерани 1-6, 7-5, 6-3.
На Вимблдону завршава учешће у осмини финала, где је убедљиво поражена од Викторије Азаренке 6-1, 6-0. Убрзо након тога уследиле су и Олимпијске игре где је Ана поражена од Ким Клајстерс у трећем колу резултатом 6-3, 6-4.
Ју-Ес серију почиње на турниру у Торонту најубедљивијим поразом у својој каријери 6-0, 6-0 од Роберте Винчи, те тако уз Марију Шарапову и Динару Сафину постаје тенисерка која је била на првом месту ВТА листе која је поражена без освојеног гема. Турнир у Синсинатију је пропустила због повреде. На Ју-Ес Опену остварује најбољи резултат каријере победивши Елину Свитолину, Софију Арвидсон, Слоун Стивенс и Цветану Пиронкову, а да би испала у четвртфиналу од Серене Вилијамс 6-1, 6-3. На турниру у Токију губи у другом колу од Уршуле Радвањске, а у Пекингу од Ромине Опранди. На турниру у Линцу стиже до четвртфинала када губи од Кирстен Флипкенс резултатом 6-4, 6-0, док у Москви испада у полуфиналу изгубивши од Саманте Стосур у три сета. На крају сезоне је одиграла финале Фед купа где је остварила по једну победу и пораз. Побеђује Петру Квитову 6-3, 7-5, а губи од Луције Шафаржове са 6-4, 6-3. Годину завршава на 13. позицији листе најбољих тенисерки света.
Годину 2013. је започела играјући на Хопман купу са Новаком Ђоковићем где су били постављени за прве носиоце. Поразили су екипе: Италије 2:1, Аустралије 2:1 и Немачке 3:0.
Групну фазу завршавају на првом месту са скором 7:2 у мечевима. У финалу су поражени од Шпаније у саставу: Фернандо Вердаско и Анабел Медина Гаригес са 2:1. На Аустралијан Опену у трећем колу побеђује сународницу Јелену Јанковић 7-5, 6-3, а у четвртом колу побеђује је Агњешка Радвањска 6-2, 6-4. У Патаји испада у првом колу, у Дохи губи опет од Агњешке Радвањске у трећем колу са 6-1, 7-6(8), а у Дубаију испада већ у другом колу од Петре Квитове резултатом 7-5, 7-6(7). У Индијан Велсу испада у трећем колу, а у Мајамију у четвртом колу. У Штутгарту остварује две победе у Фед купу, а на Порше Купу испада у трећем колу од Марије Шарапове 7-5, 4-6, 6-4, да би је и у Мадриду победила у у полуфиналу резултатом 6-4, 6-3. Ролан Гарос завршава у четвртом колу, а Вимблдон већ у другом. На турниру у Калифорнији испада у полуфиналу. Славила је са 6-0, 4-6, 6-3 Викторија Азаренка, да би је поново савладала на Отвореном првенству Америке у тенису четвртом колу резултатом 4-6, 6-3, 6-4. У Линцу стиже до финала, где је побеђује Анџелик Кербер 6-4, 7-6(8).
На Купу Кремља испада у другом колу, изгубивши меч од Саманте Стосур 7-5, 6-4. Последњи турнир на којем учествује, за који добија специјалну позивницу одржава се у Софији. Остварује две победе и пораз у групној фази, а у полуфиналу губи од Симоне Халеп 2-6, 6-1, 6-3. Годину завршава као 16. на свету.

### 2014. Повратак међу најбољих 5 на свету, прво српско финале, четири титуле
Сезону је почела учешћем на турниру Окланд класик у Окланду. Наступила је и у појединачној и у игри парова. У игри парова наступила је са Кирстен Флипкенс из Белгије. Поражене су у другом колу. У појединачној конкуренцији, као други носилац, победила је Алисон Риск, Јохану Ларсон, Куруми Нару, Кирстен Флипкенс. У финалу је победила Винус Вилијамс. Ово јој је био 12. WTA трофеј у каријери, и први после две године.
На Отворено првенству Аустралије постављена је за 14. носиоца. У првом колу победила је Кики Бертенс, у другом Анику Бек, док је у трећем колу била боља од Саманте Стосур. У осмини финала победила је најбољу тенисерку света Серену Вилијамс. У четвртфиналу је поражена од Јуџини Бушард са 5:7, 7:5, 6:2. Због повреде, пропушта турнир у Паризу.
На турниру у Дохи, у првом колу, меч јој је предала Данијела Хантухова, да би у другом колу била поражена од Кларе Закопалове. У Дубаију је победила Анџелик Кербер и изгубила од Винус Вилијамс. На турниру у Индијан Велсу поражена је у другом колу од Слоун Стивенс. У Мајамију, као 12. носилац, била је слободна у првом колу. У другом колу је победила Лорен Дејвис, а у трећем Флавију Пенету. У осмини финала поражена је од Петре Квитове.
На турниру у Монтереју, као други носилац, освојила је тринаесту титулу у каријери, и другу у сезони. Тамо је победила Уршулу Радвањску, Александру Вознијак, Магдалену Рибарикову, Каролину Возњацки и у финалу Јовану Јакшић.
Са Фед куп репрезентацијом Србије није успела да избори опстанак у баражу Светске Б групе против селекције Румуније. Забележила је пораз од Соране Крстее и победу против Симоне Халеп.
На турниру Порше куп у Штутгарту победила је Забине Лизики, Јулију Гергес, Светлану Кузњецову, и Јелену Јанковић. У финалу је поражена од Марије Шарапове.
На турниру у Мадриду је савладала Медисон Киз, Бојану Јовановски, Анастасију Пављученко. У четвртфиналу је поражена од Симоне Халеп са 6:1, 6:2. У Риму је стигла до полуфинала победивши Карин Кнап, Ализе Корне, Марију Шарапову и Карлу Суарез Наваро. У полуфиналу ју је савладала Серена Вилијамс са 6:1, 3:6, 6:1.
На Отвореном првенству Француске била је боља од Каролин Гарсије и Јелине Свитолинем, да би је у трећем колу победила Луција Шафаржова.
На турниру у Бирмингему била је постављена за првог носиоца. Савладала је Мону Бартел, Лорен Дејвис, Клару Коукалову, Џанг Шуај. У финалу је била боља од Барборе Захлавове Стрицове са 6:3, 6:2. Ово је Ани Ивановић била 14. WTA титула у каријери.
На турниру у Вимблдону, као једанаести носилац, била је боља од Франческе Скјавоне и Џенг Ђе. У трећем колу савладала ју је Забине Лизики са 6:4, 3:6, 6:1.
Америчку турнеју је започела са новим тренером, Дејаном Петровићем, и учешћем на турниру у Станфорду. Ту је савладала Забине Лизики, Керол Жао, да би у четвртфиналу изгубила од Серене Вилијамс. Након овог турнира вратила се међу десет најбоље рангираних тенисерки на WTA листи, први пут после пет година. У Монтреалу је победила Тимеу Бачински и доживела је пораз од Коко Вандевеј. На турниру у Синсинатију је савладала Сорану Крстеу, Кристину Макхејл, Светлану Кузњецову, Јелину Свитолину, и Марију Шарапову. У финалу је поражена од Серене Вилијамс са 6:4, 6:1.
На Отвореном првенству САД постављена је за осмог носиоца. Након победе над Алисон Риск поражена је од Каролине Плишкове са 7:5, 6:4.
Азијску турнеју је започела на Отвореном првенству Токија као трећи носилац. Савладала је Викторију Азаренку, Луцију Шафаржову, Анџелик Кербер, да би у финалу била боља од Каролине Возњацки са 6:2, 7:6. На турниру у Вухану, због повреде и умора, предала је меч првог кола Анастасији Пављученко при резултату 7-5, 6-5. У Пекингу је савладала Белинду Бенчич, Ромину Опранди, Забине Лизики. Симона Халеп јој је предала четвртфинални меч а у полуфиналу је поражена од Марије Шарапове са 6:0, 6:4.
На турниру у Линцу је савладала Полин Пармантје, да би већ у другом колу предала меч Медисон Бренгл. Због повреде није учествовала на Купу Кремља у Москви.
На Првенству WTA у Сингапуру је поражена у првом мечу од Серене Вилијамс са 6:4, 6:4. У другом мечу је савладала Јуџини Бушард са 6:1, 6:3. У последњем мечу у групи била је боља од Симоне Халеп са 7:6, 3:6, 6:3 али због лошије сет разлике није се пласирала у полуфинале. Сезону је завршила на петом месту WTA листе са педесет осам победа, што је њен лични рекорд.
На крају сезоне је одржано прво издање Премијер тениске лиге. Ивановићева је била у тиму Њу Делхија са Роџером Федерером, Фабрисом Сантором, Питом Сампрасом, Гаелом Монфисом и Сањом Мирзом. Изгубила је три меча, играна на један сет, али је њен тим освојио турнир.

### 2015. Полуфинале Ролан Гароса и променљива форма
Сезону започиње учешћем на турниру премијер серије у Бризбејну. Постављена је за другог носиоца у синглу, па је слободна у првом колу. У другом колу побеђује Јармилу Гајдошову 6-4, 6-1, а у трећем колу, после преокрета Кају Канепи 4-6, 6-4, 6-3. У полуфиналу побеђује Варвару Лепченко 7-6(2), 6-4, искористивши тек седму меч лопту. У финалу, губи меч од Марије Шарапове резултатом 6(4)-7, 6-3, 6-3. Као финалисткиња, награђена је чеком на 104.014 долара и нових 305 поена. Такође, на позив организатора, у пару са Анџелик Кербер, учествује у конкуренцији дублова. У првом колу побеђују комбинацију Клепац- Јанс-Игнацик резултатом 6-4, 6-1, а у другом колу, предају меч без борбе, четвртим носиоцима Среботник- Гарсија.
Након овог турнира, учествује на првом грен слем турниру,Отвореном првенству Аустралије у тенису, где је постављена за петог носиоца. На старту турнира, доживљава неочекиван пораз од тадашње 142. тенисерке света и играчице која је у главни жреб ушла кроз квалификације Луси Храдецке резултатом 1-6, 6-3, 6-2. Након овог меча, појавила се информација, да је доживела повреду ножног прста. Због повреде пропушта и наступ у Фед купу.
Након скоро месец дана паузе, први турнир на којем наступа је у Дубаију. Постављена је за четвртог носиоца, па је због тога слободна на старту турнира. У другом колу побеђује Сабину Лисицки резултатом 6-0, 6-3. Међутим, такмичење завршава већ у следећем колу поразом од Каролине Плишкове. На следећем турниру, у мексичком Монтереју, игра добро и стиже до полуфинала, али је тамо зауставља Каролин Гарсија. Гарсија је била боља од Ане и следеће седмице, на турниру у Индијан Велсу, у мечу трећег кола. Ана потом игра у Мајамију, где је слободна у првом колу. У другом побеђује америчку тенисерку Ирину Фалкони, али у трећем колу губи од Сабине Лисицки.
У Штутгарту, на првом турниру на шљаци у овој сезони, Ана губи већ на старту од Каролин Гарсије, по трећи пут за нешто више од месец дана. Уследили су турнири у Мадриду и Риму, где стиже до трећег, односно другог кола. Након тога, Ивановићева стиже на Ролан Гарос као седма тенисерка на планети. У првом колу, побеђује Јарославу Шведову, преокретом након губитка првог сета. Иста ситуација се понавља и у другом колу, где Ана после изгубљеног првог сета преокреће меч и побеђује Мисаки Дои. Потом у трећем колу убедљиво побеђује Хрватицу Дону Векић, испустивши само три гема - 6-0, 6-3. У четвртом колу, Ивановићева игра против тада девете тенисерке на планети, Рускиње Јекатерине Макарове. Ана по трећи пут на турниру добија неизвестан меч у три сета - 7-5, 3-6, 6-1. У четвртфиналу убедљиво побеђује Украјинку Јелину Свитолину 6-3, 6-2, чиме по четврти пут у каријери стиже бар до полуфинала на Ролан Гаросу, турниру који је освојила 2008. године. Ипак, у полуфиналу губи од Чехиње Луси Сафарове са 5-7, 5-7. На овом турниру, Ивановићева је прешла бројку од 100 победа на Гренд слем турнирима.
У наставку сезоне, Ивановићева се доста мучи са променљивом формом, али и повредама. На турнирима са травнатом подлогом није имала запаженијих резултата. Током лета наступа на турнирима у Торонту и Синсинатију. На оба турнира игра добро. У Торонту је у првом колу слободна. Потом у другом колу побеђује Олгу Говорцову, а у трећем Полону Херцог. У четвртфиналу губи од Белинде Бенчић, касније шампионке овог турнира. У Синсинатију такође стиже до четвртфинала, где добром игром осваја први сет против прве тенисерке света Серене Вилијамс, али Серена преокреће и добија меч у три сета. Ана не успева добру форму из Синсинатија да пренесе и на Отворено првенство САД у тенису, пошто већ у првом колу губи меч од Доминике Цибулкове.
На јесен, Ивановићева игра променљиво. На турниру у Токију стиже до четвртфинала, где поново губи од Доминике Цибулкове. На турниру у Вухану, лако добија мечеве првог кола против Александре Дулгеру и другог кола против Медисон Бренгл. У трећем колу доживљава пораз од Гарбиње Мугурузе, касније прве тенисерке света.
Ивановићева потом стиже на турнир у Пекингу. У првом колу убедљиво побеђује Аустралијанку Кејси Делакву 6-4, 6-0. У другом колу, Ана по трећи пут у каријери побеђује некада најбољу тенисерку света и власницу седам Гренд слем турнира Венус Вилијамс 7-6, 6-2, везавши последњих шест гемова у мечу. У мечу трећег кола, Ивановићева по 11. пут у каријери побеђује Светлану Кузњецову 7-5, 4-6, 6-2. Потом у четвртфиналу у два сета побеђује Анастасију Пављученкову 6-3, 7-5. Ипак, губи полуфинални меч од Тимее Бачински 7-5, 4-6, 1-6. Касније ће се испоставити да је ово било последње полуфинале у каријери Ане Ивановић, која је следеће сезоне након проблема са повредама и формом, завршила професионалну каријеру.

### 2016. Крај професионалне тениске каријере
Дана 28. децембра 2016. године Ана је објавила да се повлачи из професионалног тениса.

## Приватни живот
Удала се 12. јула 2016. године за немачког фудбалера Бастијана Швајнштајгера. У новембру 2017. године, Ивановићева је потврдила трудноћу о којој су медији писали месецима пре званичне потврде пара Ивановић-Швајнштајгер.
Дана 18. марта 2018. у болници у Чикагу, родила је сина Луку. Годину дана касније, 2019. године, родила је другог сина Леона, а 2023. године трећег сина Теа.
У јулу 2025. године, након вишемесечних нагађања светских медија о кризи у браку, као и фотографија на којима са налазе Бастијан Швајнштајгер и његова нова партнерка, адвокат Ане Ивановић потврдио је да је брак завршен.

## Гренд слемфинала појединачно

### Победе (1)
| Година | Турнир      | Противница    | Резултат у финалу |
| 2008   | Ролан Гарос | Динара Сафина | 6–4, 6–3          |

### Порази (2)
| Година | Турнир                        | Противница      | Резултат у финалу |
| 2007   | Ролан Гарос                   | Жистин Енен     | 1–6, 2–6          |
| 2008   | Отворено првенство Аустралије | Марија Шарапова | 5–7, 3–6          |